# Bór (Smęgorzów)
Bór – część wsi Smęgorzów w Polsce położona w województwie małopolskim, w powiecie dąbrowskim, w gminie Dąbrowa Tarnowska.
W latach 1975–1998 Bór administracyjnie należał do województwa tarnowskiego.